# Springfield Armory XDM
Springfield Armory XDM (X-Treme Duty, M stoji za cijev i okidač športske klase: Match grade) je serija poluautomatskih pištolja napravljenih s okvirima (tijelo pištolja) od polimera i ugrađenom samostalnom udarnom iglom (striker-fired). Približno izgledaju kao svoj temeljni prethodnik, HS2000 (u SAD-u najviše poznat pod imenom Springfield XD). Ove pištolje trenutno proizvodi tvrtka HS Produkt (nekadašnji I.M. Metal) u Karlovcu u Hrvatskoj (na dršci pištolja uvijek piše na engleskom "Made in Croatia"). XDM je marketinški naziv za pištolje koji se s dozvolom/licencom prodaje u Americi.

## Povijest
HS Produktova najnovija generacija pištolja XDM je veliko poboljšanje svojih prethodnika. Najuočljivija razlika između HS-a (XD-a) i XDM-a su izmjenjiva leđa rukohvata u tri različite veličine i športska cijev. Prvi XDM je napravljen u kalibru .40 S&W (10mm) s kapacitetom od 16 metaka u spremniku. Nakon toga je ubrzo došao i u 9mm i .45 ACP/Auto (11mm). XDM se također proizvodi u podkompaktnim veličinama u kalibru 9mm i .40 S&W. Nedavno se počeo proizvoditi s cijevima od 5,25 inča (12,6 cm), slično kao i inačica HS-a Tactical. Serija pištolja XDM dobila je titulu pištolja godine u 2009.

## Dizajn
Iako bi se moglo reći da je XDM u svojoj konstrukcijskoj osnovi isti kao i njegov prethodnik, to nije točno zbog određenih vrlo bitnih rješenja primijenjenih na ovoj konstrukciji. Naime, ako se već ne može u potpunosti tvrditi da je XDM samostalan pištolj koji se, iako dosta sličan starome modelu, ipak u određenim vrlo bitnim konstrukcijskim detaljima razlikuje od prethodnika, onda se sasvim sigurno može utvrditi da je riječ o važnom konstrukcijskom i funkcionalnom koraku naprijed prema idealnom vojno-policijskom pištolju. Odlukom HS Produkta i Springfield Armoryja prihvaćeno je da se XDM rabi zajednički na svim tržištima. XDM, kao i njegovi prethodnici iz serije HS/XD, su poluautomatski pištolji koji rade na načelu kratkog trzaja, bravljenog zatvarača te opaljuju pomoću udarača (striker). I na XDM-u je primijenjena tzv. Peterova modifikacija Browningova bravljenja s oscilirajućom cijevi. Kod ovog bravljenja, cijev je u dijelu ležišta metka kvadratno proširena te nasjeda u otvor za izbacivanje čahura na navlaci i bravi. Ovaj način bravljenja zasad je najzastupljeniji jer se pokazao najprimjerenijim i najviše isplativim te nudi najbolji omjer uloženog/dobivenog u smislu pouzdanosti, cijene izrade i izdržljivosti. Navlaka na XDM-u se izrađuje od karbonskog i nehrđajućeg čelika. Dok nehrđajući čelik pruža veću zaštitu od utjecaje atmosferalija i usporava hrđanje, dotle je navlaka od karbonskog čelika, uostalom kao i većina ostalih metalnih dijelova XDM-a, zaštićena modificiranim postupkom Tenifer koji je malo drugačiji od istog procesa primijenjenog na pištoljima Glock. U konačnici rezultat zaštite je više-manje isti. Standardnim postupkom Tenifer na Glocku je dobivena vlačna čvrstoća oko 900 N/mm2 ili tvrdoća jezgre 30-33 HRc. Na XDM-u, kao uostalom i na svim HS/XD modelima počevši od 2005. godine, primijenjen je modificirani postupak Tenifer koji u konačnici rezultira čvrstoćom od oko 1200-1300 N/mm2 ili tvrdoćom jezgre oko 41 HRc.
To je jedan od razloga zašto HS/XD pištolji, uključujući i XDM, imaju malo tanje navlake, jer je zapravo materijal u konačnici malo čvršći. U oba slučaja zbog postupka Tenifer, površinska tvrdoća je malo veća od 60 HRc, što je gotovo tvrdoća dijamanta. No zbog zaštićenih prava na uporabu imena Tenifer, u SAD-u se ovaj postupak zaštite metalnih dijelova na HS pištoljima naziva Melonit što nerijetko prosječnom korisniku unosi zabunu, jer u načelu je to isti postupak. Primjenom novog tipa dizajna navlaka space edge cut na XDM-u je pomno dizajnirana kako bi izgledao elegantnije. Ovim postupkom zaobljavanja i blagih nakošenja linija pištolja nadmašen je stari stubišni presjek navlake HS-9 modela, a koji vuče svoje korijene još iz 1995. godine i modela HS 95. Na prvim inačicama XDM-a (u međuvremenu je još uljepšan) narezi na navlaci bili su razmjerno široki, ravni i malo nakošeni naprijed dok su na zadnjim modelima napravljeni po uzoru na vrh strelice okrenut prema strijelcu. Novija je izvedba ureza naišla na pozitivne komentare, kako prosječnih korisnika tako i struke. XDM je, za razliku od standardnog modela HS-9 (XD-9), veći i duži te je svojom formom ideal vojno-policijskog pištolja pa je njegova pozicija i kategorizacija od samog početka vrlo jasna, što do današnjeg dana nije bio slučaj s pištoljem HS-9. Naime, HS-9 oduvijek je zbunjivao struku jer je dužinom cijevi pripadao kategoriji kompaktnih pištolja dok je veličinom rukohvata i kapacitetom spremnika od 16 komada metaka pripadao kategoriji pune veličine, odnosno službenih pištolja. Ako bi se HS-9 pokušao usporediti s nekim Glockovim modelom, to jednostavno nije moguće. Zato što se on ne može staviti ni u jedan okvir iako je u sebi sjedinio dvije važne odlike oba udarna Glockova modela i to modela 17 i 19, a to je paljbena moć i kompaktnost. Pojavom XDM-a tržištu je odaslana jasna poruka o njegovu pozicioniranju, a to je mjesto standardnog vojnog i policijskog modela. S cijevi dužine 11,4 mm (4,5 inča) učinjen je odmak od cijevi dužine 102,5 mm standardnog HS-9 modela (poput Glocka 19) čime se XDM stavio čak i ispred najmoćnijeg Glockova modela 17 čija je cijev 114 mm. Cijev na XDM-u je klasično užlijebljena kao i na svim dosadašnjim modelima HS-ova budući da je struka procijenila da nema nikakve potrebe prijeći na poligonalno bušenje poput Glocka. Osim malog povećanja izlaznih brzina do sada jedina zamijećena prednost poligonalne cijevi nad klasično užlijebljenom jest lakše održavanje što bi eventualno u konačnici trebalo značiti i produženje operativnog vijeka. No, s današnjeg gledišta uporabe suvremenog oružja, to je zanemariva prednost. Oba načina žlijebljenja jednako su precizna te nijedan postupak obrade nema prednost.
Polimerni rukohvat pištolja na XDM-u je također malo redizajniran tako da osim što izgleda privlačnije, mnogo je prilagodljiviji i ergonomski prilagođeniji od rukohvata starijih modela HS-a. Osim u malom povećanju određenih mjera (radi drugačijeg i većeg kapaciteta spremnika), najočitije promjene u rukohvatu su poboljšanje ergonomije. Posebice u dijelu hrpta rukohvata odnosno leđa koja su sada izmjenjiva u tri različite veličine. Svaki kupac XDM-a dobiva tri različita nastavka koja je jednostavno i lako ugraditi na rukohvat jer su oni osigurani jedino pomoću male polugice (štifta). Nastavci su označeni brojevima od 1 do 3 s time da je nastavak s brojem 1 najmanji dok je s brojem 3 najveći. Promjenjivi nastavci leđa rukohvata omogućavaju prilagodbu pištolja svim korisnicima bez obzira na veličinu šake. S druge, pak, strane dodatno poboljšanje ergonomije je sasvim drugačijeg tipa, tzv. checkeringa, odnosno izrade posebne površinske teksture brizganog polimera radi omogućavanja boljeg i čvršćeg hvata pištolja. Također je redizajniran i dio rukohvata predviđen za smještaj palca kod streljačkog klasičnog načina pucanja jednom rukom. Ovaj je detalj nevažan prilikom dvoručnog pucanja i nije nikakav oslonac za palac, dapače treba izbjegavati pozicioniranje palca na taj dio. On je jedino iskoristiv prilikom jednoručnog pucanja. U prednjem dijelu rukohvata XDM-a, u području ispred četvrtastog branika okidača nalaze se već standardne šine koje služe za montažu dodatne opreme poput baterijskih lampi, laserskih ciljnika ili nekakvog sličnog "combo" uređaja.

### Okidač
Funkcionalne poluge na XDM-u su načelno iste i na jednakim pozicijama kao i na starijim modelima HS-a, izuzmu li se tek dizajnersko-kozmetički zahvati koji sada izgledaju mnogo ljepše nego na prijašnjim modelima. Utvrđivač spremnika odnosno njegova poluga je dvostrana, pogodna jednako dešnjacima kao i ljevacima. Vanjska je ploha narezana da bi se spriječilo isklizavanje palca prilikom mijenjanja spremnika. Poluga utvrđivača navlake, a koja služi zaustavljanju navlake pištolja nakon ispaljenog zadnjeg metka, nalazi se tek na lijevoj strani pištolja, što i nije neuobičajeno. Njezin je oblik promijenjen tako da je u usporedbi s rješenjem na modelu HS-9 napredak u funkcionalnosti jer je dohvatljivija palcu šake korisnika. U usporedbi s Glockovim rješenjem kao izravnim konkurentnom valja napomenuti da je poluga na XDM-u mnogo praktičnija za rukovanje te je lakše otpustiti navlaku iz zadnjeg u prednji položaj negoli kod Glocka. Zasluge za to upravo pripadaju njezinu dobro ergonomski prilagođenom obliku. Okidač je, za razliku od prijašnjih modela, napravljen od polimera kao i predokidač te je malo pomaknut natrag čime je XDM još pristupačniji širem krugu korisnika.
Okidanje teče glatko i jednostavno, no zamjetno je milimetarsko propadanje okidača pošto dođe do oslobađanja udarne igle. Ovu pojavu mogu primijetiti tek iskusniji korisnici i ona nije problem običnom korisniku. Vrijeme i put "resetiranja" odnosno povratak okidača iz stražnjeg u prednji položaj malo je duži od pištolja izmjenjive dvostruko/jednostruke akcije. Načelno to je karakteristika svih HS pištolja i ujedno svih "striker-fired" pištolja (Glock, S&W M&P, Caracal, Walther P99 i dr.) te će nenaviknuti naići na problem nedovoljnog otpuštanja okidača. No, to nije problem konstrukcije doli neiskusnih strijelaca kada pokušavaju pucati jednakom brzinom kao iskusniji i oružju vičniji strijelci. Ako je brzina paljbe prilagođena vještini i mogućnostima strijelca, tada neće biti nikakvog problema.
Inače, povratak u ciljničku liniju drugog metka, a nakon opaljenja kod XDM-a je iznimno brz za kategoriju polimernih pištolja te opaljenje "dubleta" i prijenos paljbe nije problem. Uz preciznost koja je izvanredna pucanje XDM-om je pravi užitak za svakog strijelca. Ciljnički je sustav klasični sustav s tri bijele točke. Ciljnici su ugrađeni na navlaku putem tzv. lastinog repa, a stražnji ciljnik prati niskoprofilnu liniju poznatijih američkih ciljnika Novak. U ponudi je i mogućnost izbora fiber optičkih umetaka crvene ili zelene boje koji omogućavaju bržu akviziciju cilja i lakši prijenos s mete na metu što je itekako važno prilikom natjecanja u zahtjevnim disciplinama praktičnog streljaštva te u svakodnevnoj uporabi u službama kojima je oružje alat.

### Povećana sigurnost
Sigurnosni elementi jednaki su onima na HS/XD liniji pištolja pa tako XDM posjeduje tri međusobno neovisne kočnice i to: kočnicu na hrptu rukohvata tipa 1911, pasivnu blokadu udarne igle i predokidač na okidaču te dodatne sigurnosne elemente poput: indikatora napetosti udarne igle/strikera i indikatora metka u cijevi.
Uz to XDM pasivna sigurnost na XDM-u je dodatno povećana konstruktorskim rješenjima kojima je eliminirana potreba za okidanjem pištolja tijekom skidanja navlake prilikom njegova rastavljanja. Za razliku od starijih modela HS/XD pištolja na kojim se moralo obaviti okidanje da bi se navlaka svukla s rukohvata, na XDM-u to nije bilo potrebno. Dovoljno je samo podići polugu za rastavljanje i svući navlaku s rukohvata pištolja bez prethodnog okidanja. Ovakvo rješenje još je jedan sigurnosni element u odnosu na glavni konkurenta Glocka kod kojeg se i dalje mora obaviti okidanje da bi se svukla navlaka. Pištolj se zbog čišćenja i podmazivanja rastavlja na osnovne dijelove: cijev, navlaku, povratnu oprugu s vodilicom, rukohvat i spremnik.

### Velika paljbena moć u standardnoj formi
Svojedobno je sinonim za veliku paljbenu moć bilo 15 metaka u spremniku. Uspjehom Glocka na tržištu ta se granica pomaknula na 17 metaka u spremniku, a koja je većini proizvođača ostala samo san. Pojavom XDM-a ta se granica dodatno povisila na 19 metaka u spremniku ako govorimo o modelima pištolja u kalibru 9mm Para. Unatoč činjenici da je svojedobno već osamdesetih godina prošlog stoljeća Glockov konkurent na natječaju za službeni pištolj austrijske vojske pištolj Steyr GB80 imao 18 komada metaka, većina proizvođača nije uspjela napraviti nešto slično, a da bi upakirali u prihvatljivu formu konačnog proizvoda. Tek se Caracal sa svojih 18 komada metaka uspio približiti XDM-u i njegovoj novopostavljenoj granici. Ovoj kategoriji ne pripadaju pištolji poput ČZ SP-01 i SIG-Sauer P226 Blackwater koji su samo produžili spremnike izvan standardne dužine rukohvata te to premostili većim dnom spremnika. Primijenjena rješenja na XDM-u omogućila su smještaj 19 komada metaka u sasvim prihvatljivu formu standardnog pištolja bez potrebe za narušavanjem osnovne forme pištolja i idealne ergonomije. Dodajući jedan metak u cijev s 19 komada u spremnik XDM nudi impresivnih 20 metaka te izbija na prvo mjesto u klasi vojno-policijskih pištolja. U kalibru .40 S&W, kapacitet je standardnih 16 metaka za ovu klasu pištolja. HS Produkt nudi više inačica izvan standardnog modela pa se tako XDM još nudi i u izvedbi s kraćom cijevi od 3,8 inča odnosno 9,7 mm, ali istim kapacitetom od 19+1 metaka kalibra 9mm Para i 16+1 u kalibru .40 S&W te XDM 3,8 Compact kraće drške i s kapacitetom od 13+1 u kalibru 9mm i 11+1 kalibra .40 S&W. Važno je napomenuti da oba Compact modela mogu primati i spremnike standardnih XDM modela dužine cijevi 4,5 inča, čime se paljbena moć manjeg modela povećava na onu standardnog što je sasvim sigurno dobra i poželjna opcija. Da bi takav preobražaj prošao što lakše, predviđene su polimerne navlake za duže spremnike da one ne bi virili iz rukohvata, već se savršeno uklopili u skladnu cjelinu. Standardni model XDM-a se nudi i u inačici kalibra .45 ACP s kapacitetom od 13+1 metak što je standard za pištolje velikog kapaciteta spremnika ovog moćnog kalibra. Za razliku od modela drugih kalibara koji ne mogu rabiti stare spremnike HS/XD pištolja, XDM-45 prima spremnike starog HS-45 odnosno XD-45 pištolja što je vrlo dobro rješenje. Naime, kako se nije mijenjao kapacitet, nije postojala ni potreba za promjenom spremnika, a kako je kućište XDM-a bliže pištolju HS/XD-45, razumljiv je i logičan potez da se na XDM-u kalibra .45 ACP rabe već provjereni spremnici. Osim u dužini i visini jedina uočljivija razlika između standardnog modela i 3,8 modela uključujući i Compact jest izvedba povratne opruge s vodilicom. Ona je na standardnim modelima izrađena u jednom komadu dok je na kraćim modelima dvodijelna radi bolje apsorpcije udara koji se javlja tijekom pucanja. Vodilica je čvrsta i robusna te osigurava pozitivno vođenje navlake.

## Korisnici
- Austrija: Izdano i odobreno velikom broju zakonskih agencija.
- Bosna i Hercegovina: Oružane snage, Specijalna Jedinica Sudske Policije FBiH, Policija SBK, Zatvorska Straža državnog zatvora BiH, Razne Državne Sigurnosne Agencije, te veliki broj privatnih agencija za osiguranje osoba i objekata
- Hrvatska: Oružane snage i MUP.
- Dominikanska Republika: Oružane snage.
- Finska: Grčka policija.
- Mađarska: Nacionalna obrambena snaga Mađarske (Magyar Honvédség).
- Indonezija: Oružane snage.
- Irak: Iračka policija. Irački SWAT, Iraq Oil police,
- Italija: Talijanska tajna služba (Servizio per le Informazioni e la Sicurezza Militare).
- Luksemburg: Policija Luksemburga.
- Sjeverna Makedonija: Oružane snage.
- Malezija: Oružane snage.
- Malta: Oružane snage i policija.
- Nizozemska: Oružane snage i policija.
- Norveška: Norveška policija.
- Poljska: Specijalne postrojbe (Wojska Specjalne, WS) i policija.
- Rumunjska: Policija i zakonske službe.
- Slovenija: Državna sigurnosna administracija.
- Slovačka: Ministarstvo obrane.
- Španjolska: Ministarstvo obrane.
- Tajland: Oružane snage.
- Turska: Oružane snage.
- SAD: Izdano i odobreno velikom broju policijskih odjela i ostalim zakonskim agencijama.

## Vanjske poveznice
- Službena stranica  Arhivirana inačica izvorne stranice od 13. kolovoza 2013. (Wayback Machine)
- Priručnik za vlasnike XDM-a (na engleskom jeziku)  Arhivirana inačica izvorne stranice od 24. svibnja 2013. (Wayback Machine)